# Ancylistes parabiacutoides
Ancylistes parabiacutoides là một loài bọ cánh cứng trong họ Cerambycidae.